# 海河
海河是中国华北地区最大水系。海河干流起点为子北汇流口或三岔河口，终点为大沽口，干流长度有76公里、72公里和73公里的说法，它接纳了上游北运、永定、大清、子牙、南运河五大支流和300多条较大支流，构成了华北最大的水系——海河水系。这些支流像一把巨扇铺在华北平原上。它与东北部的滦河、南部的徒骇与马颊河水系共同组成了海河流域，流域面积31.8万平方公里，地跨京、津、冀、晋、豫、鲁、内蒙古等7省、自治区、直辖市。

## 名称
海河水系古时统称“九河”，宋朝时，海河干流为界河下游段，金、元时改称直沽河、大沽河。海河这个名字始见于明末。直到清代，直沽河等名称才逐渐被海河这个名字所取代，“海河“之名最早见于明万历四十一年（1613年）徐光启写的《粪壅规则》中，直到清康熙中叶界河、直沽河诸称才为海河所替代。海河干流之称，是1966年在编制的《海河流域防洪规划（草案）》中才首次这样使用。

## 流域概况
各河系分为两种类型：一种是发源于太行山、燕山背风坡，源远流长，山区汇水面积大，水流集中，泥沙相对较多的河流。另一种是发源于太行山、燕山迎风坡，支流分散，源短流急，洪峰高、历时短、突发性强的河流。历史上洪水多是经过洼淀滞蓄后下泄。两种类型河流呈相间分布，清浊分明。

### 干流
水利部海河水利委员会的资料显示海河干流是永定河和大清河洪水的入海尾闾之一，是天津市区主要排沥河道，自西向东横贯天津市区。河道西起子北汇流口，东至海河防潮闸，全长约73公里。大清河和永定河洪水在西河闸和屈家店枢纽北运河节制闸的控制下分别通过子牙河（西河）和北运河汇入海河干流。自1991年开始海河干流按800 m3/s治理（海河原设计行洪能力为1200 m3/s，天津市城市防洪规划审定时设计行洪能力降为800 m3/s，其余400 m3/s由独流减河承泄），目前已基本达到设计能力。
但是海河干流的长度目前仍有争议。
《天津通志·地理志》记为73公里（红桥区三岔河口旧南运河与北运河汇流处，至大沽口）。
《河北省志·自然地理志》记为76公里（三岔河口（即旧南运河与西河汇流点））。
《海河志》第一卷：海河干流横贯天津市区，西起子牙河与北运河汇流口（原三岔口、现金钢桥），东流至海河防潮闸，全长73公里。
中华人民共和国水利部在其官方网站里称海河的干流自金钢桥到大沽口入渤海湾，全长76公里，河道狭窄多弯。
水利部海河水利委员会称海河干流起自天津市子北汇流口（子牙河与北运河汇流口），经天津市区东流至塘沽海河闸入海，全长73公里。
也有部分媒体称海河干流为72公里。

### 主要支流
海河包括了五大支流：北运河、南运河、大清河、子牙河和永定河，以及许多更小的支流，但主要支流为以下几条支流：
1. 海河北支为北运河，由蓟运河、潮白河和北运河构成一水系。北支流域总面积2.96万平方千米。
2. 海河西北支为永定河，上源一为桑干河，一为洋河，分别源于晋西北和内蒙古高原南缘，二河均流经官厅水库，出水库后始名永定河，全长650千米，流域面积5.08万平方千米，90%为山区。河流含沙量大，官厅站年均含沙量60.9千克／立方米，年均输沙量1.6亿吨，有“小黄河”之称。进入平原后，河道平缓，泥沙淤积，河床高于地面，洪水时易溃决，河道迁徙不定，故历史上称无定河；1696年修筑永定河大堤，河床上游固定，改称永定河。
3. 海河西支为大清河，是上游五大支流中最短的干流。大清河全长448千米，流域面积3.96万平方千米。
4. 海河西南支为子牙河，其上游一为滹沱河，源于五台山北坡的繁峙县内；二为滏阳河，发源于太行山东坡。滹沱河与滏阳河于献县汇合后，始名子牙河。子牙河全长730余千米，流域面积7.87万平方千米。
5. 海河南支为南运河，主要为人工河。其上源为漳河和卫河。[13]

## 河流源头争议
关于海河源头，众说纷纭，各种典籍，莫衷一是，官方媒体、专家学者，说法也不尽相同。
据《海河志》总编辑、海河漳卫南运河管理局副局长靳怀春介绍，对海河的起源当前最有影响的两种说法：一是《辞海》说：以卫河为源，以此计算海河全长1090公里，《中国统计年鉴》仍沿用此说法；二是《海河流域综合规划》说，以漳河为源，以此计算海河全长1032公里。
此外，有的水利专家还认为，海河发源地应是漳河的上游浊漳河，以此计算海河全长则为1329公里。
晋城市人民政府引用2021年5月14日山西省的《太行日报》发表的文章《海河之源在陵川》称按照河流“唯远为源”溯源原则，应以发源于太行山南麓山西省晋城市陵川县夺火乡南岭为正源。
2022年12月12日-17日在天津卫视播出的六集大型生态人文纪录片《海河》给出答案。通过对全流域进行宏观梳理，从浊漳南源的发鸠山发源到三岔河口1050公里再加上从三岔河口到入海口72公里，海河全长1122公里，发源于山西省长治市长子县西部的发鸠山。海河专家靳怀堾也在纪录片中确认了这一研究成果。
根据中华人民共和国水利部相关资料显示，海河干流，又称沽河，起自天津金钢桥，到大沽口入渤海湾。以卫河为源，全长1,050公里，其干流自金钢桥以下长76公里，河道狭窄多弯。但是在关于海河流域的介绍中又出现了海河全长为1050公里和1090公里的说法。

## 水系形成与演变
海河流域里历史上各河河道变迁很多，受其他流域河流影响明显，而且也有很强的人工干预现象。

### 先秦至南北朝时期
先秦时期，黄河水系频繁改道，部分时期曾北流注入渤海。据《尚书·禹贡》记载，黄河在流经大陆泽后，“又北播为九河，同为逆河，入于海”，说明当时黄河尾闾为多股分流入海，水势分散，并受海潮顶托的影响。相传在公元前2000年左右，大禹对当时黄河下游与漳卫河、子牙河以及大清河等水系交错连通的状况进行初步治理。王莽始建国三年（公元11年），黄河改道由北流转为东流，主河道从今山东利津一带入海，减弱了黄河对华北平原其他河流的干扰。至东汉末年，曹操开凿运河，促进了海河水系的雏形发展。
北魏熙平二年（517年）前后，海河流域遭遇连年暴雨，洪水泛滥，影响范围涵盖漳卫、子牙、大清、永定河、潮白河、蓟运河等水系。时任官员崔楷提出一套包括抗洪、排涝、除碱、营田等措施的综合治理方案，强调增设水口、分流入海的必要性，然由于政策延续时间较短，成效难以考证。

### 隋代至北宋时期
隋朝修建了永济渠，以洛阳为中心，构成大运河北段主干。唐朝继续拓展运河航运，为避海运之险，曾重修平虏渠、泉州渠等局部河段，连通鲍丘河下游以转运粮食至渔阳（今天津市蓟州区）。
唐代水利设施较为发达，漳卫水系修建有金凤渠、菊花渠、利物渠，子牙水系建有太白渠、大唐渠、礼教渠、广润陂等，潮白水系亦有孤山陂、渠河塘等工程。
为防御契丹骑兵南下，北宋初期开始系统性地将边界以南河流引入低洼地带，修建堤塘蓄水，形成自今保定市西部延伸至渤海沿岸、长达900里的“塘泺”湿地带。该区域分为九区，南北最宽处达130至150里，最窄处8至10里，水深介于三尺至一丈三尺之间，今白洋淀、东淀及天津南部洼地多为其遗存。
熙宁二年（1069年）至九年（1076年）间，北宋朝廷利用漳河、滏河、葫芦河及沈苑河（今府河）进行淤灌。后因战事频发，界河失去屏障作用，多数淀泊被排水泄干，周边土地陆续围垦种稻，规模扩张的塘泺群遂逐渐恢复为自然状态。

### 金元明清时期
金朝贞元元年（1153年）迁都今北京，定名中都，但因水源匮乏影响漕运。为此，大定十二年（1172年）尝试引卢沟河（今永定河）水开金口河，因水沙失控而失败。泰和五年（1205年）另开新漕渠（即后来的通惠河前身），全长约50里，以高粱河及白莲潭（今积水潭）为水源，采用分段设闸调节流量，最末一闸位于通州西。后金、元、明、清各代皆利用通惠河进行运河航运。
元代初期因金代闸河淤废，通州至都城多依赖陆运。为解决大都（今北京）供水及恢复京杭大运河通航，郭守敬开发白浮泉等水源，利用金闸河遗迹重开通惠河，于至元三十年（1293年）实现京杭运河全线贯通。
明朝永乐至嘉靖年间，南运河开辟恩县、东光、沧州、兴济四条减河，确保运河安全。清朝则在南、北运河上陆续修建哨马营、马厂、筐儿港、河西务等减河。嘉靖年间，在险工段修建多处石堤。
清朝康熙年间开始整治卢沟桥以下两岸堤防，雍正、乾隆年间加固扩建达数百里。乾隆三年（1738年）起，在两岸修建17座减水坝，分泄洪水，并利用天津城北三角淀、塌河淀滞洪并兼顾沉淤功能。

### 近现代时期

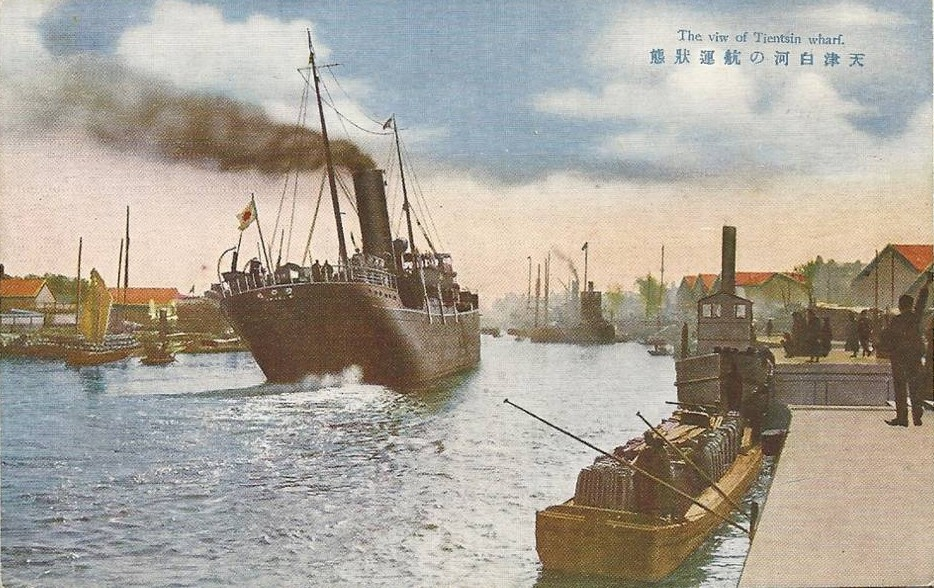
1910年代天津海河航运场景

中华民国时期，尤其是辛亥革命前后，在部分留学归国工程师及西方技术支持下，海河流域进行了一系列水利工程，但因日本侵华而中断。
中华人民共和国成立后，海河流域水利建设全面展开。1950年开挖潮白新河；1951年疏浚青龙湾减河并新开筐儿港减河，改道由塌河淀注入大黄堡洼。1953年开挖独流减河，缓解大清河、子牙河争道入海局面；修筑北大港围堤蓄洪；建成赵王新渠，连通白洋淀与东淀；1954年建成官厅水库。
1954年至1957年间，改造房涞涿灌区（古督亢地区）；1952年建成人民胜利渠，引黄济卫发展灌溉。1958至1963年间，建成包括密云、岳城在内的21座大型水库，以及47座中型水库和大量小型水利工程。
1964年至1978年，在“根治海河”号召下，新建滏阳新河、子牙新河、漳卫新河，扩建白洋淀分洪道、独流减河，开挖永定新河，整治潮白、北运、蓟运三河及南北排河、清凉江等主要河道。
1979至1998年间，完成官厅、岳城等水库除险加固；实施南水北调工程东线穿黄倒虹吸试验隧洞工程；兴建引滦入津、引滦入唐、引青济秦、引黄入卫济冀等跨流域调水工程。
2002年，南水北调东线、中线主体及配套工程开工；2013年东线一期通水，2014年中线一期工程完工。2004年起，陆续开展引岳济淀、引岳济港、引岳济衡、引黄济淀等生态调水工程。
目前，海河流域已基本形成“分区设防、分流入海”的防洪格局，有效改善了过去各河集中经天津入海的水文状况。

## 流域特征

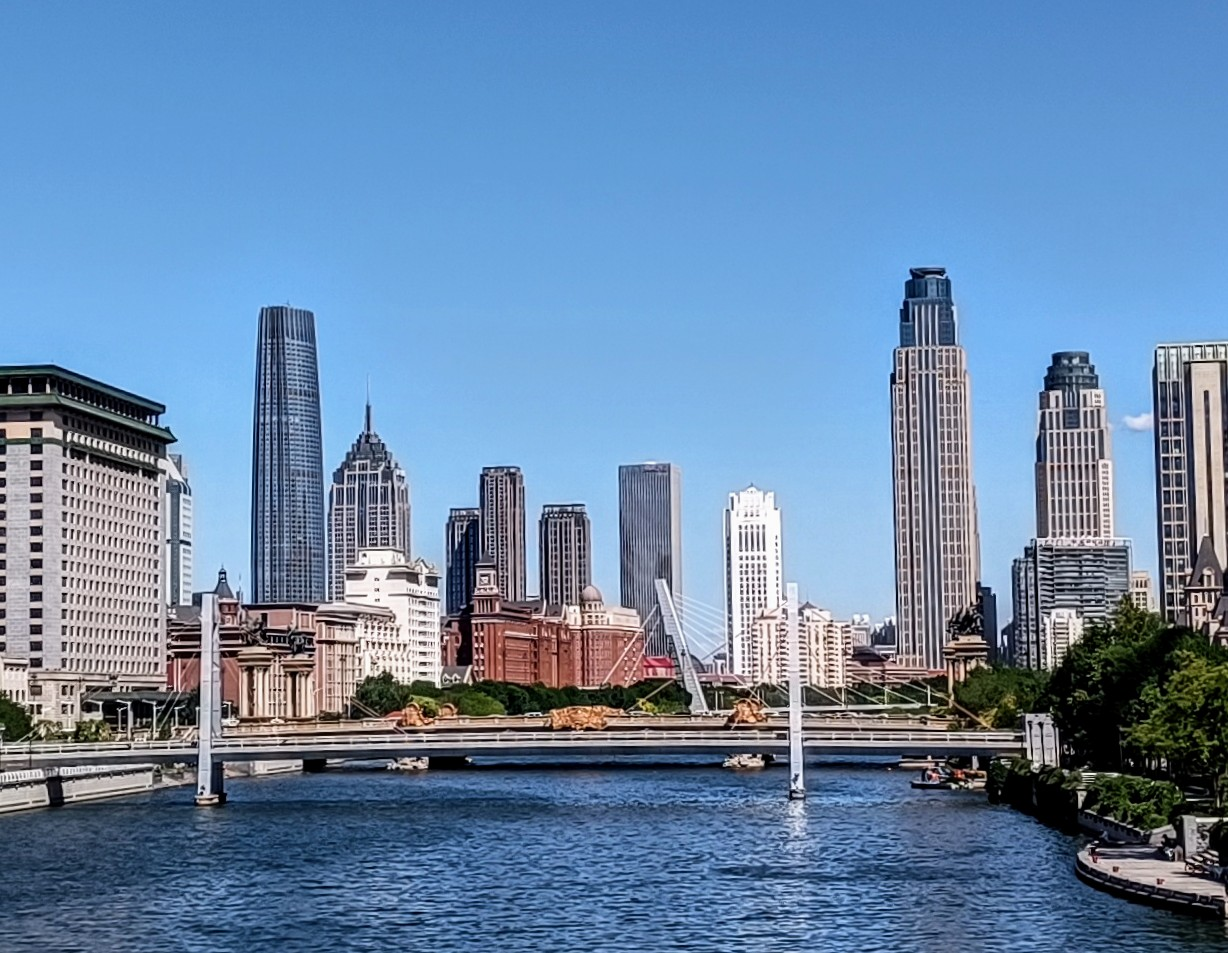
天津市区的海河

海河流域包括海河、滦河、徒骇河、马颊河等水系。本流域位于东经112°～120°、北纬35°～43°之间，西以山西高原与黄河流域接界，北以蒙古高原与内陆河流域接界，南界黄河，东临渤海。行政区划包括北京、天津两市，河北省绝大部分，山西省东部，山东、河南省北部，辽宁省及内蒙古自治区的一部分。流域面积为31.78万平方公里。
海河流域的北部和西部为山地和高原，东部和东南部为广阔平原。山地和高原18.94万平方公里，占60％；平原12.84万平方公里，占40％。流域内，北有燕山，西北有军都山，西有五台山、太行山，海拔高度一般在1000米上下，最高的五台山达3058米。这些山脉环抱着平原，形成一道高耸的屏障。山地与平原近于直接交接，丘陵过渡区甚短。山地高原内有张宣、阳蔚、涿怀延、大同、忻定、长治等盆地。按成因，平原可分为山前冲积洪积倾斜平原，中部冲积湖积平原和滨海冲积海积平原。平原地势自北、西、西南三个方向向渤海湾倾斜，其坡降由山前平原的1～2‰。，渐变为东部平原的0.1～0.3‰。由于黄河历次改道和海河各支流冲积的影响，平原内微地形相当复杂。一般曾经是黄河和本流域泥沙含量较大的河道流过的地带，地势较高；在这些河道之间的清水河道流过的地带，地势较低，形成了相间的条形洼地，而这些条形洼地又被其它支流冲积所截割，形成若干大小不等的碟形洼地。这种高地与洼地相连的复杂地形，再加上南运河贯穿南北，使南系各河集中于天津入海，给防洪除涝等方面造成了不利条件。
流域属于温带东亚季风气候区。冬季受西伯利亚大陆性气团控制，寒冷少雪；春季受蒙古大陆性气团影响，气温回升快，风速大，气候干燥，蒸发量大，往往形成干旱天气；夏季受海洋性气团影响，比较湿润，气温高，降雨量多，且多暴雨，但因历年夏季太平洋副热带高压的进退时间、强度、影响范围等很不一致，致使降雨量的变差很大，旱涝时有发生；秋季为夏冬的过渡季节，一般年份秋高气爽，降雨量较少。流域年平均气温在1.5～14℃，年平均相对湿度50％～70％；年平均降水量539mm，属半湿润半干旱地带；年平均陆面蒸发量470mm，水面蒸发量1100mm。
海河流域人口密集，大中城市众多，在中国政治经济中的地位重要。流域内有首都北京、直辖市天津，以及石家庄、唐山、秦皇岛、廊坊、张家口、承德、保定、邯郸、邢台、沧州、衡水、大同、朔州、忻州、阳泉、长治、安阳、新乡、焦作、鹤壁、濮阳、德州、聊城等25座大中城市。1998年流域总人口1.22亿，占全国的近10％，其中城镇人口3365万，城镇化率28％。流域平均人口密度384人/k㎡，其中平原地区608人/k㎡。
1998年流域国内生产总值（GDP）9674亿元，占全国的12％，人均GDP7922元，高出全国平均水平（6270元）的四分之一。工业总产值1.37万亿元。海河流域具有发展经济的技术、人才、资源、地理优势。

## 水文特征
海河流域地形没有过渡带，从太行山区直降到华北平原，这个地区雨季集中在每年的7、8月份，尤其太行山麓常发生暴雨，洪水冲刷泥沙，到平原后水流突然变缓，泥沙淤积，所以大部分河道宽浅，河道经常变迁改道，留下许多积水洼地。华北地区年雨量分布也不平衡，据史料记载，从1368年明代立国，燕王迁都北京到1949年中华人民共和国成立，海河流域共发生387次严重水灾，407次严重旱灾。

### 历史
1929年4月21日，国民政府为疏浚海河曾发行短期公债。1939年水灾冲毁津浦铁路，淹没天津市，市中心和平区比较低洼地带水深几达2米，街道行舟将近两个月。
由于海水倒灌不时淹死稻田，1959年在河口修建了拦河大坝，涨潮时关闸防止海水倒流。1963年太行山麓连下7天暴雨，衡水一带一片汪洋，为保护天津市的工业，只好在上游炸堤放水，京广铁路和京沪铁路全部停运，从上海到北京乘火车需绕行兰州。毛泽东做出“一定要根治海河”的指示，于是下游开始挖入海减河，上游修建水库，此后，海河流域再也没有发生过水灾，却开始了干旱。1970年代后，由于海河上游城市发展，用水量迅速加大，建起了一系列大中小型水库，大型水库就有为北京供水的密云水库、官厅水库、十三陵水库，为保定供水的西大洋水库、王快水库，为石家庄供水的黄壁庄水库、岗南水库，为邢台供水的朱庄水库，为邯郸供水的岳城水库，为林县供水的红旗渠等，海河下游河道基本处于干涸，华北平原农业用水只得开采地下水，造成地下水位下降。位于“九河下梢”的天津面临严重缺水的问题。
1981年，为供津冀用水而修建的密云水库为保障严重缺水的北京供水，而停止向津冀供水，直接导致津冀两地用水困难。1981年，为解决干流城市天津的用水，国务院决定兴修引滦入津工程，引华北平原第二大河滦河的水到海河下游的天津，1983年竣工，每年引水近10亿立方米，解决了天津缺水问题，为此天津市在三岔河口树立了引滦入津纪念碑，并对上游地区进行长期经济援助。但从此海河口闸永闭，海河干流实际成为一个大水库。海河和滦河河口基本不再向渤海排放淡水，造成生态系统的变化，受影响最大的是洄游性鱼类。原来海河盛产优良水产，三叉河口的银鱼品质最好，和太湖的不同，是“金眼”银鱼，天津郊区胜芳（现属河北）的螃蟹可以和江苏阳澄湖的大闸蟹媲美，现在这些品种都已经绝迹。
2023年7月29日至8月2日，受台风“杜苏芮”减弱低压环流和冷空气共同影响，海河流域普降大到暴雨，局地特大暴雨。其中北京及周边地区遭遇11年来最大暴雨，并在华北平原西缘的浅山区及邻接平原区造成水灾。7月28日以来，截至8月1日11时，流域面平均降水量达129毫米，降水总量超400亿立方米。受连续降水影响，子牙河、永定河、大清河相继发生编号洪水，流域16条河流发生超警以上洪水；大陆泽、宁晋泊、小清河分洪区、兰沟洼、东淀、献县泛区等蓄滞洪区相继启用滞洪。整个京津冀地区数十万人受灾，超过一百万人紧急疏散。此次降水过程为北京地区有仪器测量记录140年以来排位第一的降水量。

## 流域文化
海河流域是中华文明的发祥地之一，具有丰富的史前文化，并在元、明、清三代成为全国的政治和文化中心。
1933年，发现了距今大约2万年前的山顶洞人遗迹。
1972年，在河北省武安县磁山村东南约一公里的台地上发现了磁山文化遗址。它北依北鼓山南临河水，总面积14万平方米，是一种新的新石器时代文化遗存，突破了新石器时代仰韶文化的考古年代。
1978年，中国科学院考古专家在永定河支流桑干河流域发现了小长梁遗址。这里保存了大量古人类的文化遗存。经中美两国科学家测定，距今136万年，属于旧石器时代的早期。1992年，在相当于小长梁遗址文化层下部20多米深的地层中，河北省考古专家又发现了另一个旧石器早期遗址——马圈沟遗址。2001年10月，考古工作者对马圈沟底部遗址进行了发掘，发现了古人类分食猎物的场景。
桑干河流域的涿鹿是黄帝部落的定居点，并在此驯养牲畜，种植农作物，逐渐发明了畜牧业和农业。相传，黄帝令羲和占日、常羲占月、臾区占星气，于是有了原始的天文学；令仓颉造字、大挠作干支，于是有了最初的文字和历法；令伶伦制乐器，开始有了音乐的最初创作。不仅如此，他们还发明了养蚕、缫丝、织帛。同时，黄帝时代开始建造“宫室”，开中国原始建筑艺术之先。另外，在古代文献中，还有黄帝族同炎帝族、黎族、苗族、夷族在涿鹿一带争战并逐渐融合形成华夏民族的传说。据记载，大禹治水活动主要在黄河流域中下游一带，也就是今河北平原。
公元前17世纪，中国历史上第二个王朝商代建立了。相传，商朝的始祖曾在漳河下游一带活动，以后又在大清河支流易水河畔放牧。开始，商朝在河南黄河两岸定都。商朝中期，国王盘庚迁都于今河南安阳，科学文化的繁荣达到了一个新的高度。在河南安阳“殷墟”中，近几十年先后出土的文物不可胜计。
公元前11世纪，西周王朝建立。西周初，周公平定了东方叛乱，推行分封制和宗法制，在全国封藩建卫。在重要的封国中，海河流域有两个：卫，都朝歌（今河南汲县北），淇水一带是其统治中心；燕，都蓟（今北京市），永定河下游一带是其统治中心，势力远及滦河支流青龙河源头。春秋战国时期，由于铁制生产工具的使用和推广，耕作技术的提高以及水利工程的兴修，海河流域的农业大大向前推进了一步。随着生产力的发展和社会经济的发达，形成了一些经济都会。赵国的邯郸、中山，燕国的蓟以及卫国的濮阳，都是当时远近驰名的城市。特别是邯郸“北通燕涿，南有郑卫”，沟通了中原南北之间的联系，促进了区内外社会经济和思想文化的发展。
三国两晋南北朝时期，海河流域社会动荡不安，战火连绵不绝，经济社会和科学文化发展缓慢。三国时，曹操一方面实行屯田，兴修水利；另一方面唯才是举，选贤任能。他在统一北方后，在邺城（今河北临城一带）兴筑三台，其中铜雀台为文人聚会赋诗的场所。曹操不仅是杰出的政治家、军事家，而且是出色的文学家，开创了“建安文学”，写下了《观沧海》等千古名篇。
隋唐时期，由于国家统一、社会相对安定，海河流域人口增多，水利大兴，农业发达，手工业（以丝织业、制瓷业和造纸印刷业为主）兴盛，水陆交通便利，商业往来频繁，经济社会和科技文化呈现出一派繁荣景象。隋朝兴修了举世闻名的南北大运河，它的开凿对巩固中央对东南地区的统治和加强南北经济文化交流起到了重要作用。在南北朝时，南北方的经学已经产生区别。
唐朝建立后，海河流域文化灿烂夺目，宗教思想、文学艺术、史学、科学技术等领域成果辉煌，造就出魏征、李百药、李吉甫、卢照邻、高适、刘长卿、贾岛、孔颖达、僧一行等杰出人物。
960年赵匡胤建立宋朝。北宋一代，宋辽以界河为线把海河流域分成两部分。靖康之难后，海河流域处于金朝统治之下。这一时期，在技术改进与租佃制的推动下，农业生产获得大幅度发展；手工业分工细密，工艺先进，产品闻名于史；商品经济水平超越以往，城市、市镇繁荣；文化空前进步，理学、文学、史学、艺术以及科学技术领域硕果累累。
从元朝起，海河流域的北京成为历代都城，海河流域便成为中国的政治和文化中心，推动了中国经济文化的发展。

## 海河干流上的桥梁
海河干流自西向东穿越天津市市区，是天津重要的水利和交通通道。由于其穿城而过，两岸城市发展密集，河上建有多座桥梁，不仅承载着交通功能，也具有较高的历史文化与景观价值。以下为主要桥梁：
- 永乐桥：桥身为现代钢结构拱桥，中央设有大型摩天轮“天津之眼”，是天津的地标之一，兼具交通与旅游功能。

- 金钢桥：原为可开启的活动桥，现已固定，位于市中心地段，连接南开区与河北区，是早期钢结构桥梁之一。

- 狮子林桥：因桥头原设石狮得名，造型独特，横跨市区要道，常为摄影爱好者取景地。

- 金汤桥：桥名取自“金城汤池”之意，寓意坚固，桥体为钢桁架结构，设计风格典雅。

- 进步桥：为城市干道桥梁之一，服务于南北向交通，桥下通航功能完备。

- 北安桥：位于北安道一带，连接河北区和红桥区，是交通枢纽桥梁。

- 大沽桥：为现代景观桥，桥塔采用白色拉索设计，造型富有张力，是夜间灯光照明的重点工程。

- 解放桥：原名“万国桥”，始建于20世纪初，是中国现存少数仍保留开启功能的钢结构桥梁，具有重要历史和工程价值。

- 赤峰桥：横跨海河支流南运河，桥面宽敞，承担大量车流通行任务。

- 金汇桥（又称保定桥）：因连接保定道得名，是市区商业区的重要通道桥梁。

- 大光明桥：桥名寓意光明前程，结构简洁实用，为南北向主干路的一部分。

- 金阜桥（俗称蚌埠桥）：桥名融合地名与历史沿革，兼具文化内涵。

- 直沽桥（亦称奉化桥）：为市政工程重点桥梁，周边为人口稠密区域。

- 刘庄桥：位于城市东南部，是联系工业区与市区的交通要道。

- 光华桥：桥体线条流畅。

- 国泰桥：位于核心城区，是区域交通要冲。

- 富民桥：寓意民众富足，桥体简洁，通行能力较强，是居民区通勤重要通道。

- 海津大桥：连接天津经济技术开发区与主城区，桥型现代，为大型交通枢纽之一。

- 柳林桥：位于河东区与河西区交界处，周边配套设施完备。

- 吉兆桥：桥名取吉祥寓意，桥身设计融合传统文化元素与现代建筑风格。

## 相册

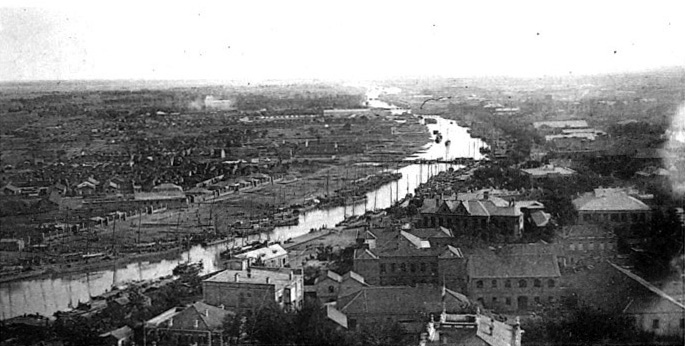
海河航拍图片，法军拍摄（1900年-01年）
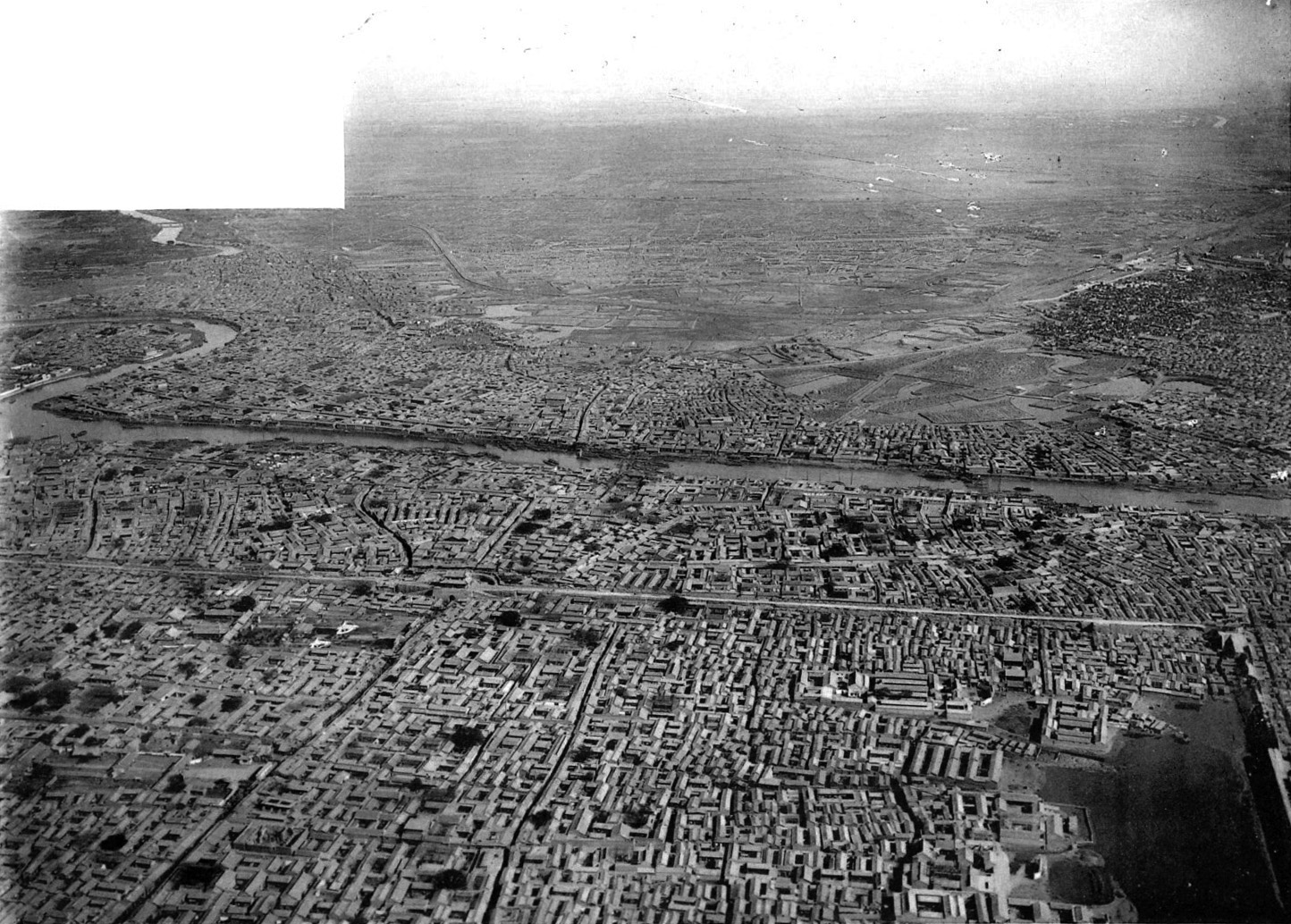
海河航拍图片，法军拍摄（1900年-01年）。
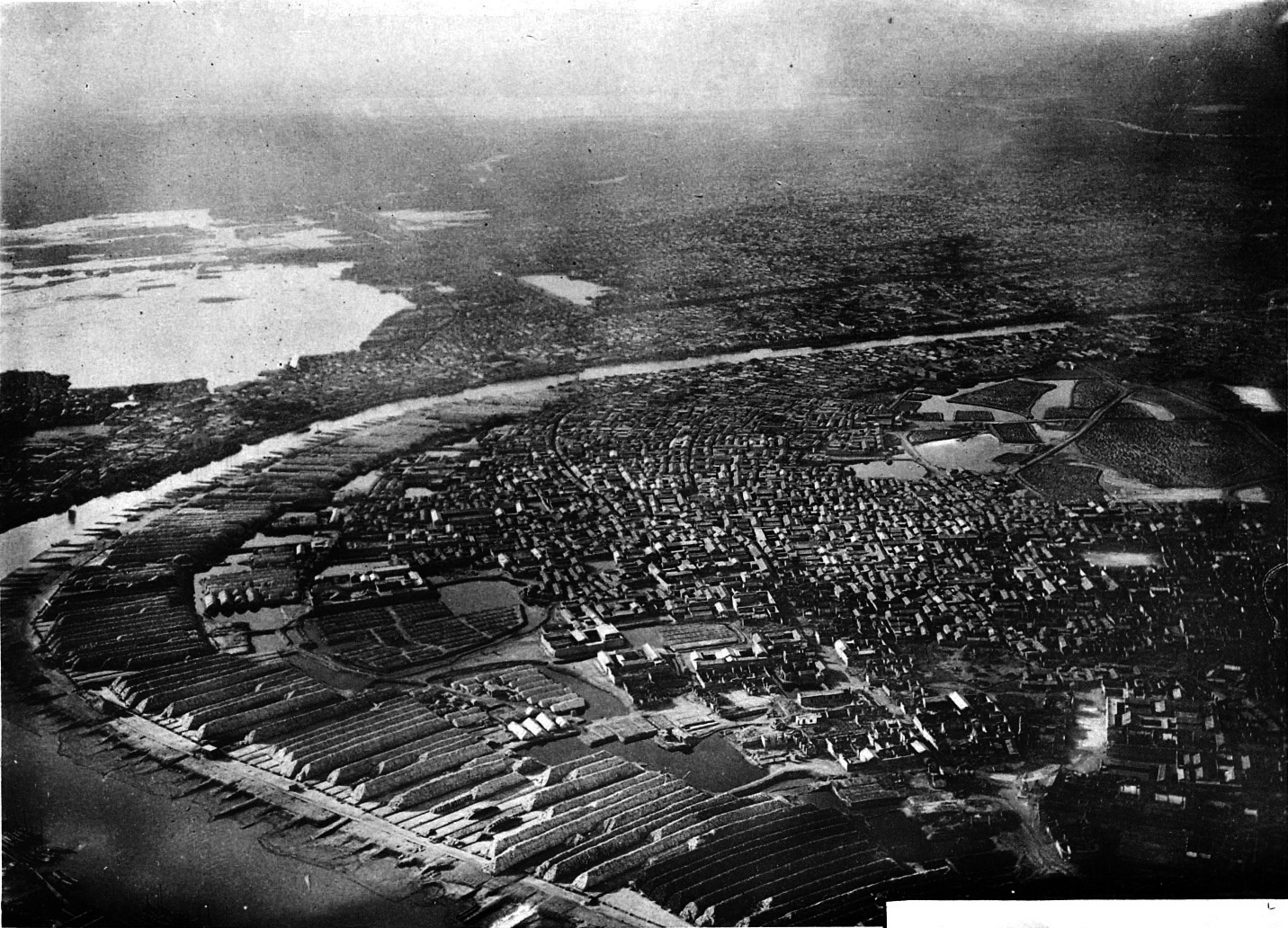
海河航拍图片，法军拍摄（1900年-01年）。
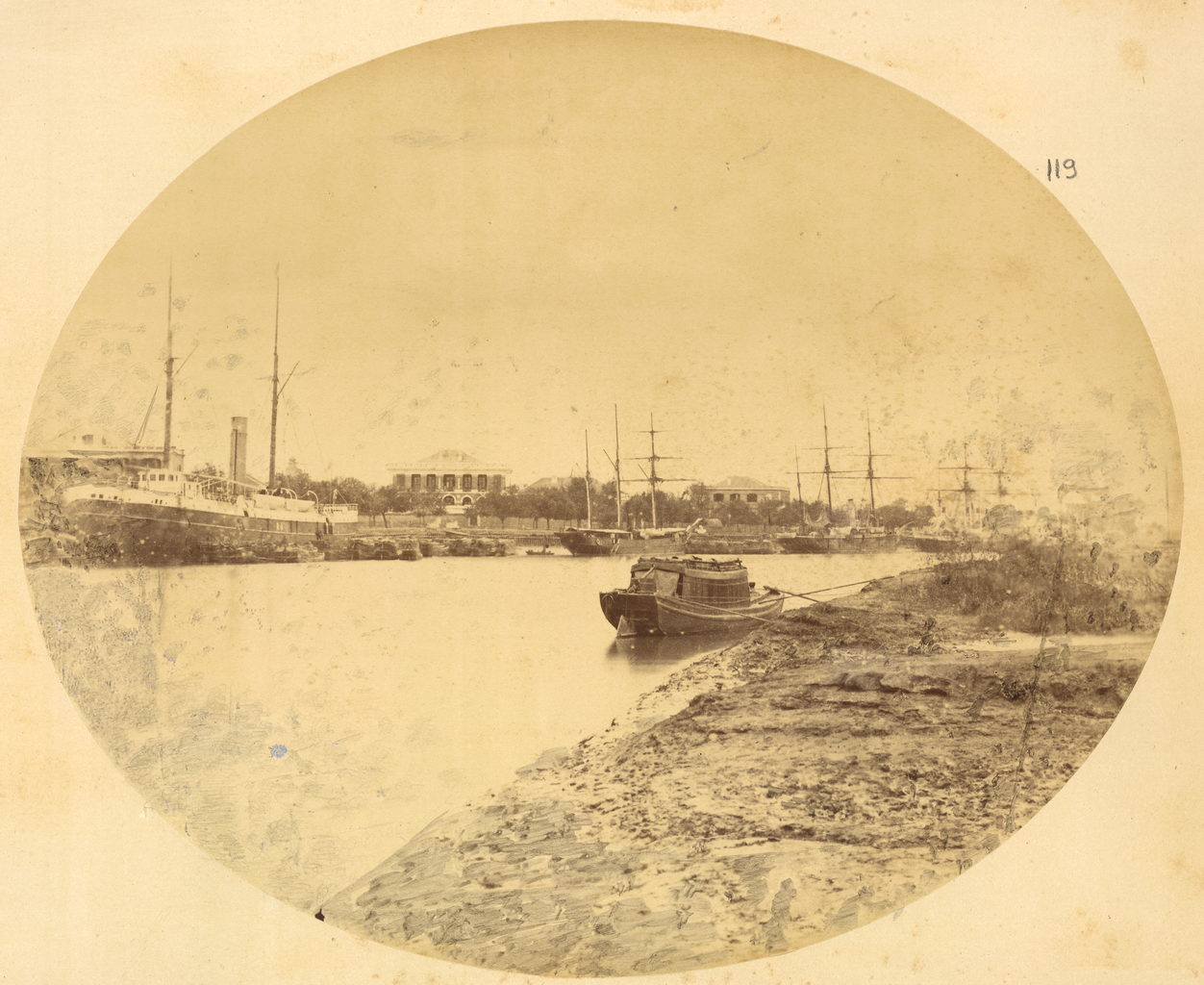
1874年的天津海河
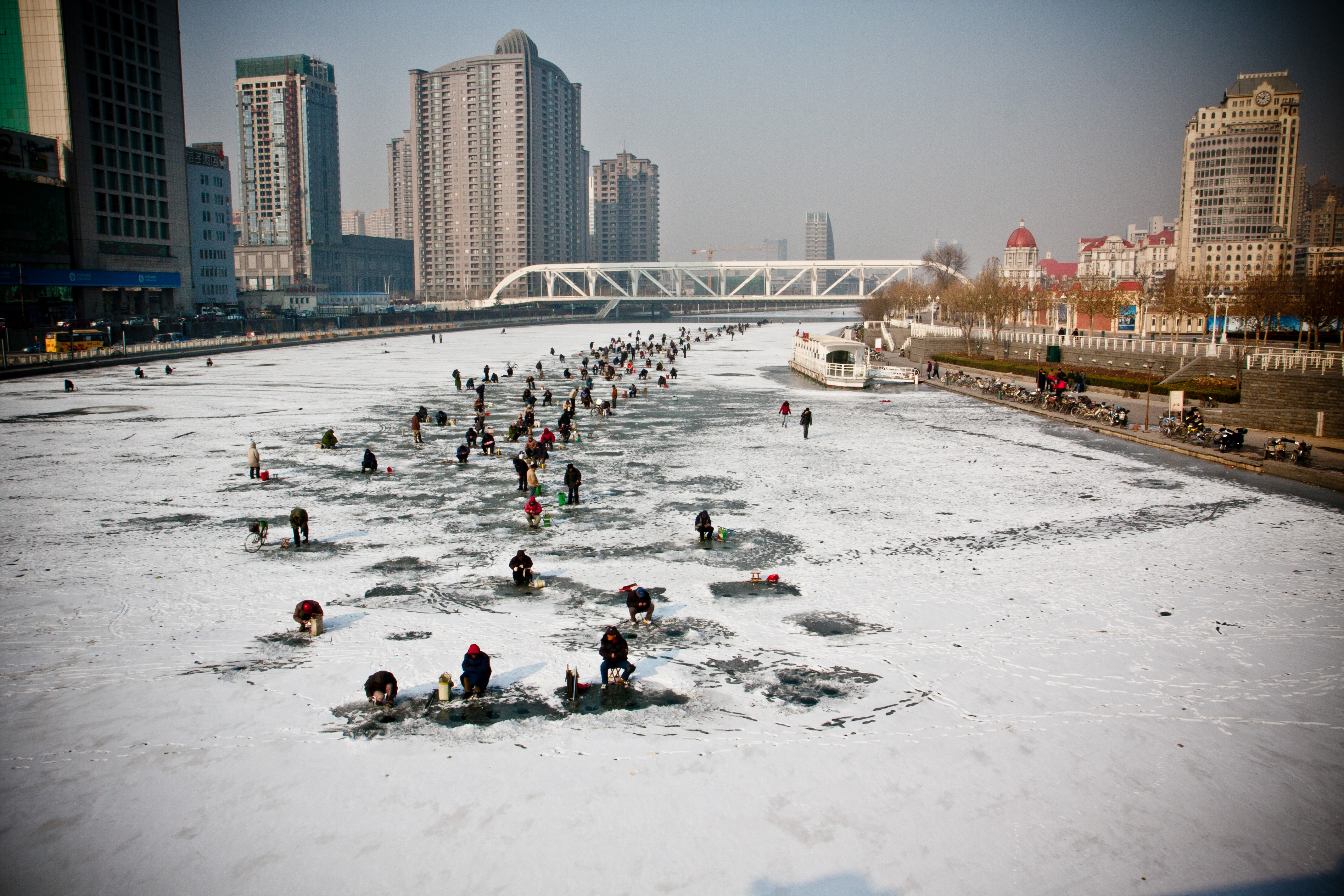
冬季海河的冰上垂钓
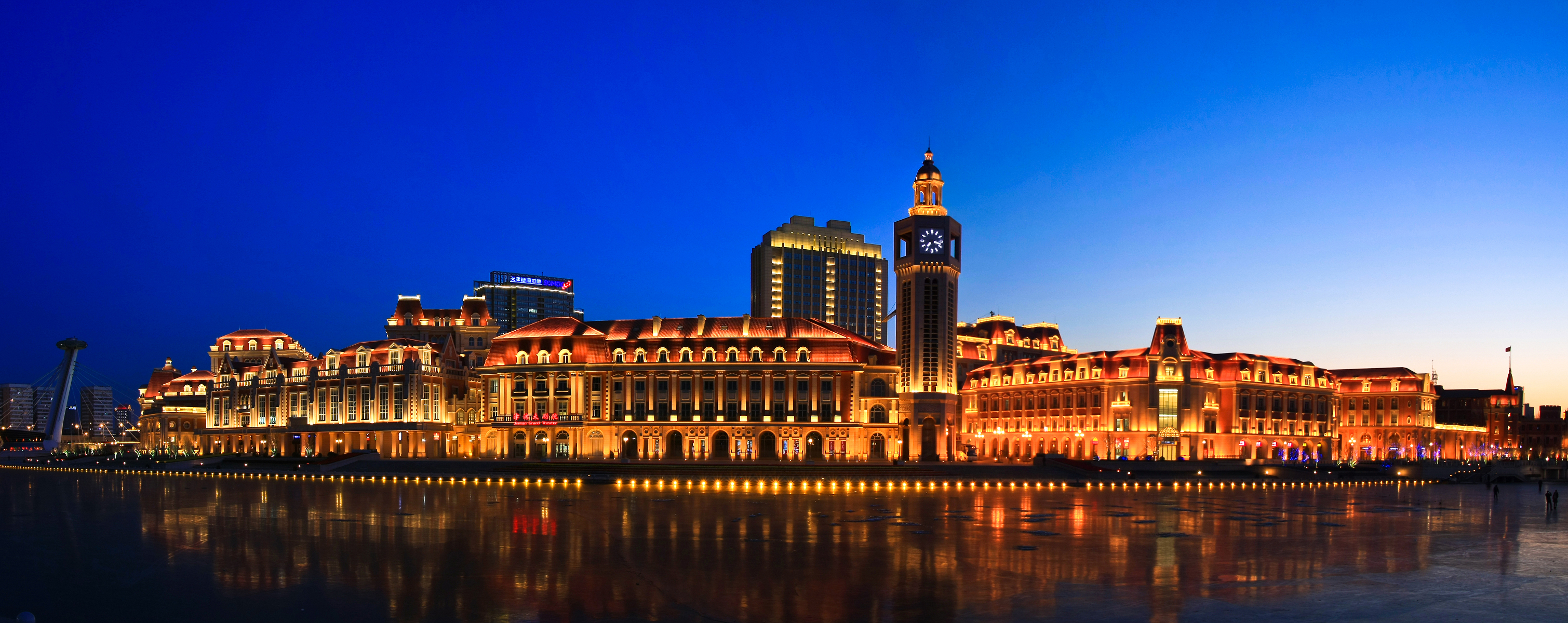
海河津湾广场夜景
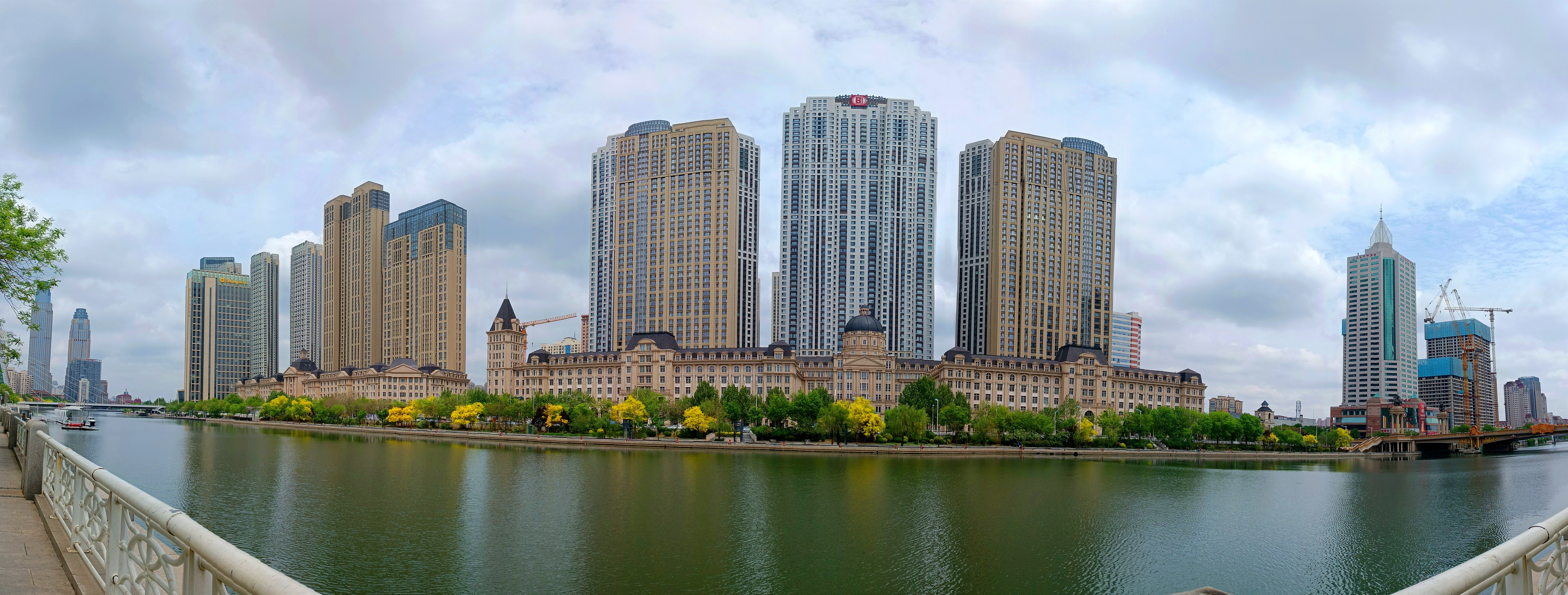
河东区海河东岸全景
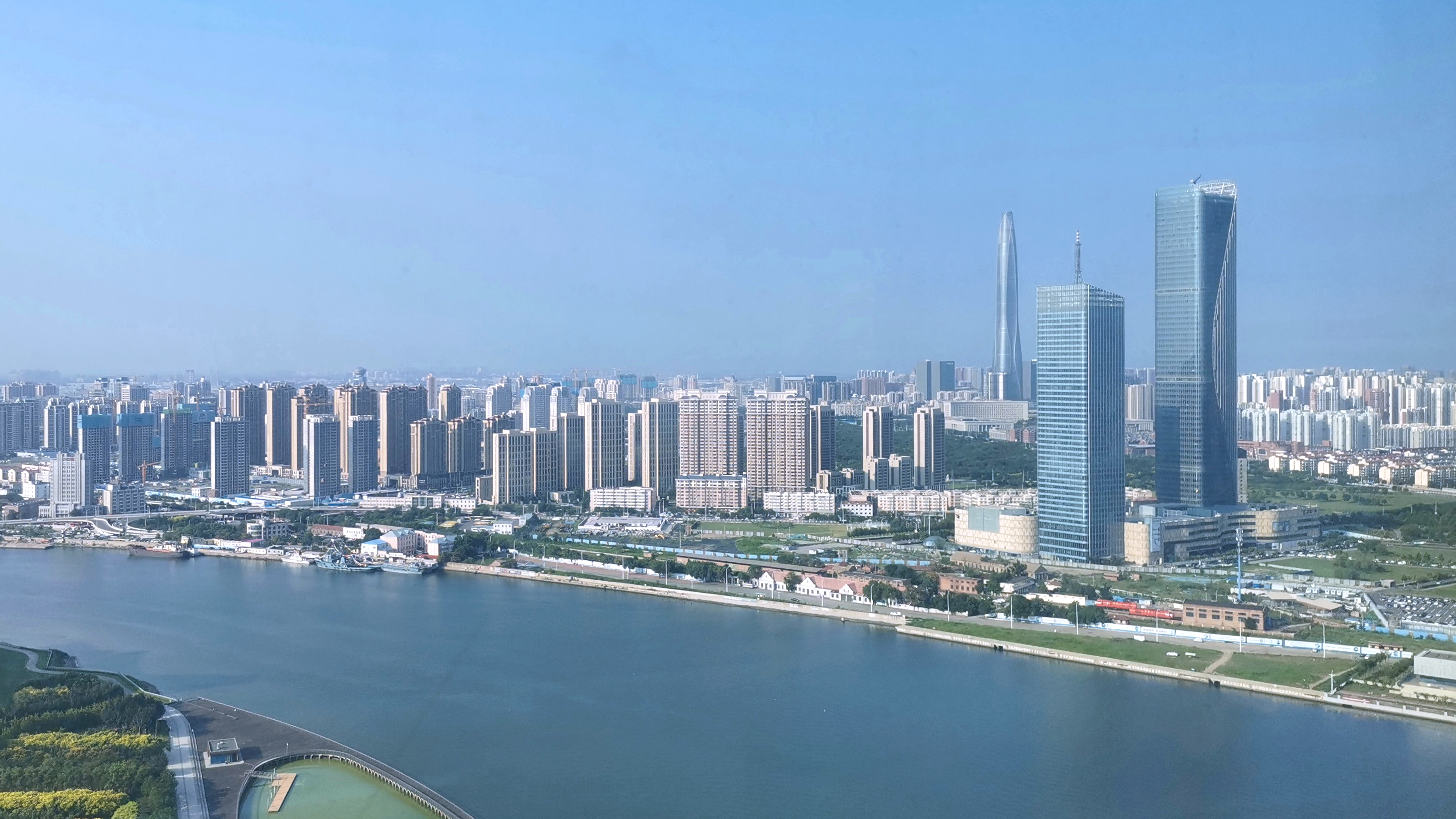
流经滨海新区的海河